# Mykene (Mythologie)
Mykene (altgriechisch Μυκήνη Mykḗnē) ist eine lakonische Najade der griechischen Mythologie und eponyme Namensgeberin der Stadt Mykene.
Erstmals wird sie in Homers Odyssee gemeinsam mit Alkmene und Tyro als Vertreterin der frühen kunstverständigen Achaierinnen genannt. Nach Pausanias ist sie – als Nymphe im Eoien/Epos des Dichters Hesiod zugeschrieben – die Tochter des Flussgottes Inachos und der Okeanide Melia sowie Gattin des Areston.